# Аллегейни (округ, Мэриленд)
Округ Аллеге́йни (англ. Allegany County) — округ в западной части штата Мэриленд. Административный центр округа (county seat) — город Камберленд. 
Согласно данным Бюро переписи населения США, на начало XXI века в округе проживало 74 930 человек, но согласно переписи населения США 2020 года число жителей уменьшилось до 68 106 человек.

## Название
Имя «Аллегейни» произошло от слова oolikhanna на языке индейцев Ленапе, что значит «красивый ручей».

## География
Округ Аллегейни граничит с Пенсильванией на севере, Западной Виргинией на юге, округом Гарретт на западе и округом Вашингтон на востоке.

## Климат
Согласно классификации климата Кёппена, он имеет влажный континентальный климат (обозначается на климатических картах — «Dfb») с холодной снежной зимой и тёплым влажным летом.